# Pearlův index
Pearlův index, pojmenovaný podle amerického biologa Raymonda Pearla (1879–1940), je jeden ze způsobů matematického vyjádření spolehlivosti antikoncepce. Zjednodušeně řečeno vyjadřuje, kolik žen ze 100 za rok při používání dané metody neplánovaně otěhotní. Poprvé byl zveřejněn v roce 1933.

## Způsob výpočtu
Pearl index nejprve určuje pravděpodobnost neplánovaného početí za 1 měsíc užívání, poté se výsledek násobí 12 (zobecnění na 1 rok) a pro přehlednost (abychom získali snadno pochopitelný údaj v procentech) se výsledek násobí 100:
{\displaystyle {\mbox{Pearlův index}}={\frac {\mbox{celkovy pocet neplanovanych tehotenstvi}}{\mbox{celkovy pocet mesicu uzivani}}}\cdot \mathbf {12} \cdot \mathbf {100} }

Nebo (pokud je jednotkou menstruační cyklus a nikoli měsíc, násobí se mezivýsledek 13, protože při průměrné délce 28 dnů vychází 13 cyklů za rok):
{\displaystyle {\mbox{Pearlův index}}={\frac {\mbox{celkovy pocet neplanovanych tehotenstvi}}{\mbox{celkovy pocet menstruacnich cyklu}}}\cdot \mathbf {13} \cdot \mathbf {100} }

Minimální hodnota indexu je 0 (neplánovaně neotěhotní žádná žena), maximální pak nikoli 100, ale 1200 (nebo 1300), a to v případě, kdy otěhotní všechny ženy ve výzkumu hned během prvního měsíce (nebo menstruačního cyklu).

## Výhody
Hlavní výhodou Pearlova indexu je jeho srozumitelnost a snadnost výpočtu. Proto byl používán ve většině studií spolehlivosti kontroly početí až do začátku 90. let 20. století. Běžně se však používá při prezentaci spolehlivosti antikoncepce dodnes.

## Nevýhody
Slabinou Pearlova indexu je, že ve své základní podobě nereflektuje délku období, po něž se provádí studie spolehlivosti. Např. dvouletá studie bude zákonitě mít lepší konečné výsledky (tj. vyšší spolehlivost) než např. šestiměsíční studie. Důvodem je to, že plodnější a v užívání méně spolehlivé páry otěhotní během studie dříve. Tento problém se řeší standardizací Pearlova indexu na 12 měsíců trvání studie.